# John Hampden

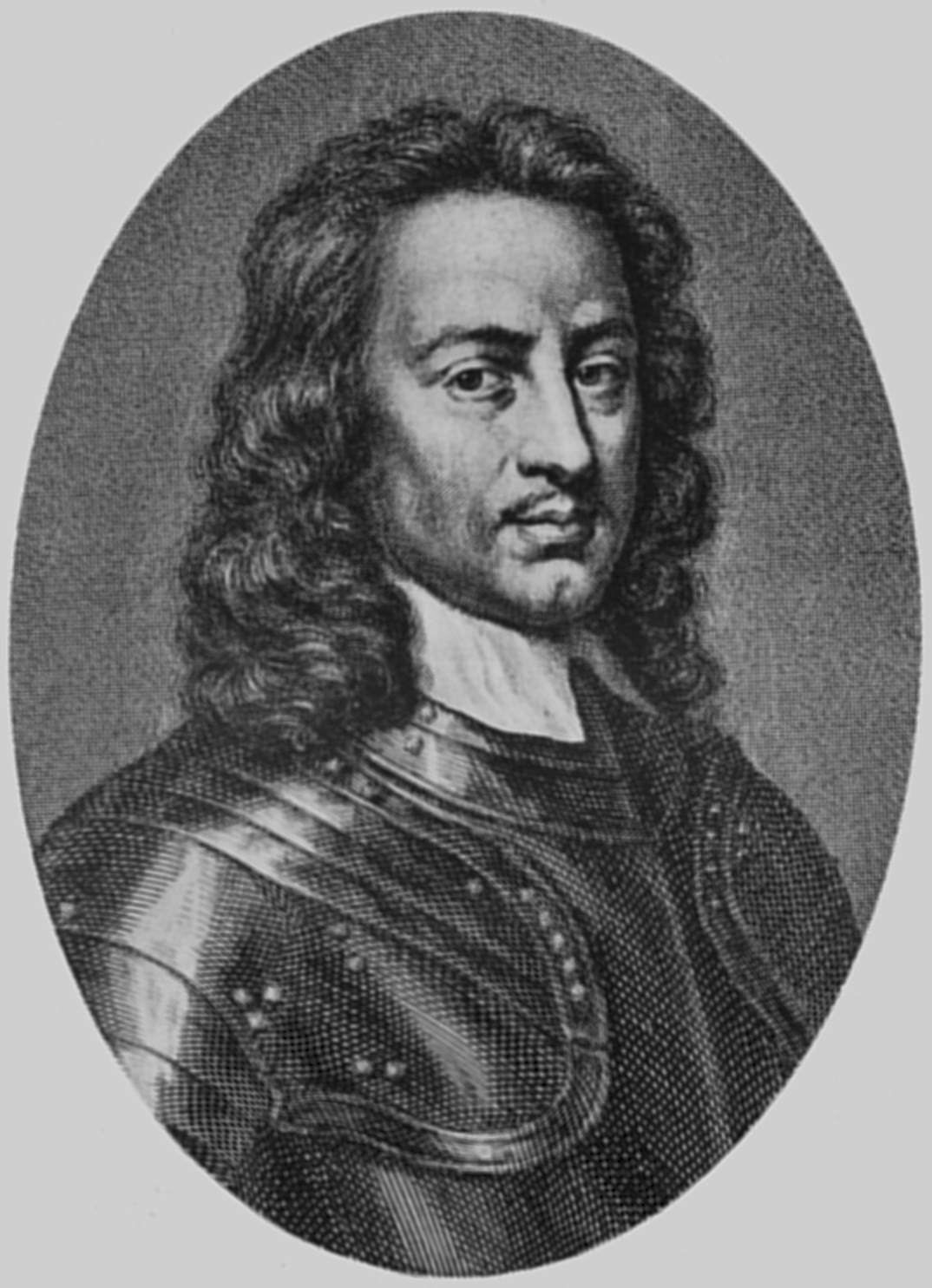
John Hampden

John Hampden (* um 1594 in London; † 24. Juni 1643 in Thame, Oxfordshire) war ein englischer Politiker.

## Leben und Wirken
Hampden gehörte einer Familie der englischen Gentry an. Er war der älteste Sohn und Erbe von William Hampden († 1570), Gutsherr von Hampden House in Great Hampden, Buckinghamshire, und Elizabeth Cromwell († 1664), der zweiten Tochter von Sir Henry Cromwell († 1604) und Tante von Oliver Cromwell. Er studierte an der University of Oxford.
Er wurde wiederholt ins Unterhaus des englischen Parlaments gewählt, 1621 als Burgess für Grampound in Cornwall, später bei den Parlamenten von 1625, 1626 und 1628 als Burgess für Wendover in Buckinghamshire, sowie ab 1640 als Knight of the Shire für Buckinghamshire.
Im Jahre 1636 weigerte sich John Hampden, später einer der bedeutendsten Führer der englischen bürgerlichen Revolution, dem königlichen Steuereintreiber das „Schiffsgeld“ zu zahlen – eine Steuer, die vom Unterhaus nicht bestätigt worden war. Der darauffolgende Prozess vor dem obersten Gerichtshof, in dem er verurteilt wurde, trug ihm große Popularität ein und führte zum Anwachsen der bürgerlichen Opposition gegen den Absolutismus.
1640 trat er im Parlament an die Spitze der Opposition und gehörte zu den fünf Mitgliedern des Unterhauses, welche 1642 vor dem Oberhaus des Hochverrats angeklagt wurden. Im Englischen Bürgerkrieg (1642–1649) war Buckinghamshire überwiegend parlamentarisch eingestellt. John Hampden half in der Schlacht von 1642 mit, Aylesbury zu verteidigen und wurde bei Chalgrovefield, einige Meilen von Oxford, in einem Reitertreffen am 18. Juni 1643 verwundet und starb sechs Tage später in Thame, Oxfordshire.
Die Stadt Hamden in Connecticut, USA, wurde nach ihm benannt, ebenso wie das Hampden-Sydney College in Virginia, USA.